# ジンジャー・リン
ジンジャー・リン（Ginger Lynn 1962年12月14日 - ）は、1980年代における活動で有名な、アメリカ合衆国出身のポルノ女優。

## バイオグラフィ

### 生い立ち
イリノイ州のロックフォードに生まれ、幼少の時期を通して母親からの虐待に見舞われた。それを原因として1974年に自殺を試みるも失敗。13歳の時に公園で出会ったある年上の男性と恋仲になり、その彼氏が麻薬常習者であったことから自身も麻薬を常習し始めた。この時期には妊娠をするも中絶。やがてその男性との結婚費用のために貯蓄を始めることとなった。
1981年に高校を卒業すると、地元ロックフォードのバーでウェイトレスの仕事を開始。その翌年1982年に祖父が心臓発作で亡くなり、それに伴いカリフォルニアへと転居。1983年の9月にとあるモデル事務所の求人に応募し、そのまま雇われてすぐにペントハウス誌で特集を受けた。これがポルノ映画界からの注目を受けるきっかけとなったのであった。

### アダルト業界でのキャリア
ヌードモデルの仕事を短期間だけ行ったのち、1983年の12月にジンジャー・リンの芸名をもってポルノ映画への出演を開始。初の出演作は『サレンダー・イン・パラダイス』という一作であった。それから人気が急上昇。1985年にはAVNの最優秀新人女優賞を獲得。全盛期を迎えたこの時期にあってはマドンナのファッションの模倣が注目を受けもしていた。
レズビアン行為の披露や、当時はまだ珍しかった性器と肛門を同時に使った行為の披露、独創的かつ露骨なセリフなどで人気を集めるも、ポルノ映画への出演の停止を1986年の初め頃に決意。一般映画への進出を意図してのことであった。それから少数ながらも一般映画やテレビ番組などに出演。

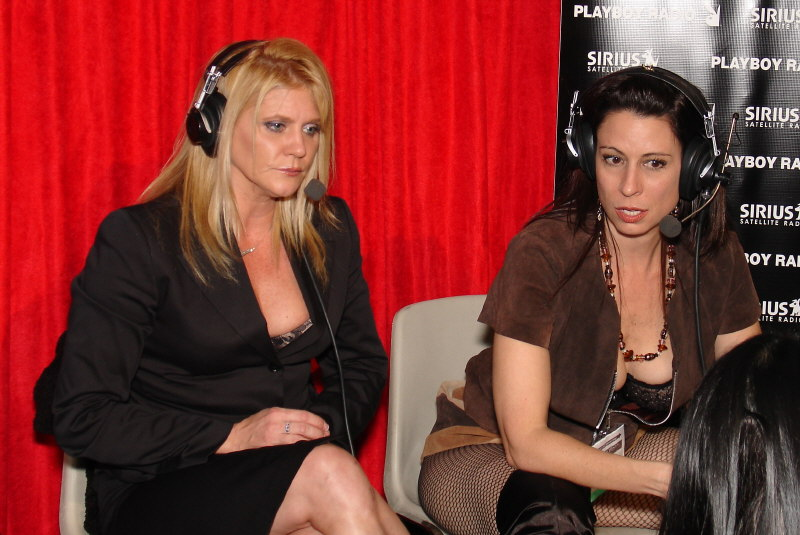
PLAYBOYラジオにてクリスティ・キャニオン（向かって右）と

1999年になるとポルノ映画に復帰。『トーン』（1999年）／『ホワイト・ライトニング』（2000年）／『ニュー・ウェーブ・フッカーズ6』（2000年）という3作に出演した。2005年には『アメリカン・パイ：バンド・キャンプ』という作品に看護婦役で出演。2006年にはプレイボーイ誌のラジオ番組に姿を現し、クリスティ・キャニオンとともに司会を務めるなどした。

### 私生活
1991年に所得申告を偽造したとして有罪判決を受け、4ヵ月と17日を刑務所の中に過ごした。この期間中にはコカイン乱用者のためのリハビリを受けもしている。
ラルフ・ガーマンという名のラジオDJと長期間にわたって恋仲にあったほか、1990年から1992年までに掛けては俳優のチャーリー・シーンとの関係を持った。

## 主な出演作

### アダルト
- 『Fire Bush』(2004年)
- 『Taken』(2001年) - 2002年AVN 最優秀主演女優受賞映画
- 『Ginger Lynn's Torn』(1999年)
- 『Ginger Lynn: America's Sweetheart』(1992年)
- 『Beverly Hills Cox』(1986年)
- 『New Wave Hookers』(1985年)
- 『Surrender in Paradise』(1984年)

### 一般向けメディア

#### 映画
- 『National Lampoon's Van Wilder The Rise Of Taj』(2007年)
- 『Kisses and Caroms』(2006年)
- 『American Pie Presents Band Camp』(2005年)
- 『The Devil's Rejects』(2005年)
- 『The Independent』(2000年)
- 『Bound & Gagged: A Love Story』(1992年)
- 『Whore』(1991年)
- 『Young Guns II』(1990年)
- 『Satan's Storybook』(1989年)
- 『Vice Academy』(1989年)

#### テレビ
- 『Skin』(2003年)
- 『Silk Stalkings』(1994年)
- 『NYPD Blue』(1993年)
- 『Super Force』(1991年)

#### その他
- Wing Commander III: Heart of the Tiger、Wing Commander: Prophecy(コンピュータゲーム) レイチェル・コリオリ役
- Night Calls（プレイボーイラジオ）クリスティ・キャニオンと
- 彼女は PLAYBOY、Cinema Blue、Chéri、High Society、Club International、Celebrity Sleuth誌のグラビアを飾っている。
- The Ginger Lynn Show ロサンゼルス、KSEX Radio
- メタリカ 『Turn the Page』のプロモーションビデオ 妊娠中のストリッパー役
- 独占インタビュー the Adult Entertainment Expo 2003において

## 受賞歴
- 1984年 XRCO 最優秀新人賞[6]
- 1985年 AVN最優秀新人賞[7]
- 1985年 AVN Best Couples Sex Scene - 映画『Kinky Business』 (トム・バイロンとともに)[7]
- 1986年 AVN 最優秀主演女優 - ビデオ『Project Ginger』[7]
- 1986年 AVN Best Couples Sex Scene - ビデオ『Slumber Party』 (エリック・エドワーズとともに)[7]
- 1992 FOXE All-Time Fan Favorite[6]
- 1995 XRCO殿堂顕彰[8]
- 1999年 XRCO Best Girl-Girl Scene - 『Torn』(クロエとともに)[9]
- 2002 AVN 最優秀主演女優 - 映画『Taken』[7]
- AVN殿堂顕彰[10]